# CoCo
No debe confundirse con el proyecto musical de las Seiyūs, DoCo.
CoCo (ココ) fue un grupo idol japonés, activo en la década de los 90.

## Biografía
CoCo se formó en 1989, en el programa de tv, Paraíso GoGo! producido por Fuji Television. Donde reclutaban chicas para convertirlas en idols. El debut del grupo se dio el 6 de septiembre de 1989, con el sencillo "Equal Romance", utilizado como banda sonora y segundo ending en el anime Ranma ½, que obtuvo un éxito considerable alcanzado el puesto número 7 en las listas de Oricon. Seguido del tercer opening titulado: "Omoide ga Ippai".
En 1991 Rieko Miura y Maki Miyamae iniciaron una carrera como solistas y optaron por seguir con el grupo. Sin embargo, en mayo de 1992 Azusa Senou decidió retirarse del mismo para debutar igualmente como solista. Fue despedida por sus compañeras, mediante un concierto realizado ese mismo año en el Nippon Budōkan. 
Se planeó reemplazar a Azusa por medio de audiciones en su club de fanes, pese a esto, el reemplazo nunca sucedió. Una de sus actuaciones más recordadas, fue cuando compartieron escenario junto a los grupos Ribbon, Qlair y algunas idols del proyecto "Otomejyuku". El punto culminante se dio cuando todas salieron al escenario e interpretaron el tema: "Moushiagemasu Shochuu Omimai".

## Separación
El último single de las chicas se tituló: "You're My Treasure" y se liberó el 6 de julio de 1994. Finalmente realizaron su concierto de despedida en septiembre de ese año. Azusa estuvo presente como invitada en la disolución del grupo.

## Relación con DoCo
En 1990 se lanzó un proyecto Musical por parte de las seiyu, quienes doblaron las voces de los principales protagonistas en el anime Ranma ½. El cual fue nombrado DoCo, como una forma de parodia y haciendo referencia a CoCo.

## Discografía

### Álbumes de estudio
| 14 de marzo de 1990     | Strawberry     |
| 7 de noviembre de 1990  | Snow Garden    |
| 21 de marzo de 1991     | Straight       |
| 25 de marzo de 1992     | Share          |
| 16 de diciembre de 1992 | Sylph          |
| 21 de julio de 1994     | Sweet & Bitter |

### Álbumes con otros artistas
| 20 de agosto de 1993 | Modern Douyou |

### Mejores álbumes
| 10 de julio de 1991     | CoCo Ichiban!                |
| 20 de agosto de 1993    | CoCo Personal Best           |
| 3 de agosto de 1994     | Singles                      |
| 21 de noviembre de 2001 | MY Kore! Kushon CoCo BEST    |
| 16 de julio de 2008     | STRAIGHT + Single Collection |
| 3 de septiembre de 2008 | CoCo Uta no Oomoka Sono 1    |
| 3 de septiembre de 2008 | CoCo歌の大面家その2          |
| 21 de abril de 2010     | Myこれ! Lite Series CoCo     |

### Sencillos
| 6 de septiembre de 1989 | Equal ROMANCE                      |
| 24 de enero de 1990     | hanbun fushigi                     |
| 17 de mayo de 1990      | natsu no tomodachi                 |
| 5 de septiembre de 1990 | sasayaka-na yuuwaku                |
| 1 de enero de 1991      | Live Version                       |
| 10 de abril de 1991     | News-na mirai                      |
| 31 de julio de 1991     | muteki no Only You                 |
| 4 de diciembre de 1991  | yume dake miteru                   |
| 17 de abril de 1992     | dakara namida to yobanaide         |
| 5 de agosto de 1992     | natsuzora no Dreamer               |
| 20 de noviembre de 1992 | Yokohama Boy Style                 |
| 21 de abril de 1993     | chiisa-na ippo-de                  |
| 3 de noviembre de 1993  | koi no JUNCTION                    |
| 6 de julio de 1994      | You're My Treasure ~ tooi yakusoku |

### Vídeos/Conciertos
| 28 de marzo de 1990      | WAIIHA de CoCo                                                                      |
| 21 de junio de 1990      | HEART-TO-HEART CoCo FIRST CONCERT                                                   |
| 29 de mayo de 1991       | CoCo 1991 Concert Haru wa CoCo kara                                                 |
| 21 de agosto de 1992     | CoCo Concert '92 Haru wa CoCo kara Final ~Budoukan Special~                         |
| 20 de noviembre de 1992  | CoCo Natsu '92 CONCERT TOUR                                                         |
| 20 de noviembre de 1992  | TOGETHER                                                                            |
| 17 de septiembre de 1993 | CoCo-DoCo!? -Munasawagi no Hawaiian Kiss-                                           |
| 1 de diciembre de 1993   | CoCo CONCERT'93 DE LUXE EDITION ～HARU-WA CoCo KARA & CLIPS～                       |
| 21 de julio de 1994      | THE CoCo COLLECTION -FIRST & LAST VIDEO CLIPS-                                      |
| 18 de noviembre de 1994  | CoCo Forever Final concert"8.21"TOKYO BAY NK HALL & Document of "CoCo was CoCo made |
| 4 de octubre de 1995     | CoCo Legend Singles Live Collection 1989-94                                         |

### PhotoBooks
| 28 de noviembre de 1989 | CoCo ga Sukii                                             |
| 8 de marzo de 1990      | CoCo Natsu Memor                                          |
| 28 de octubre de 1990   | Jyoji CoCo Sei Special                                    |
| 10 de diciembre de 1990 | Oshaberi Parade CoCo made Oide ~Dream Palette Hen~'       |
| 15 de marzo de 1991     | Bonny, Bonnie ~ Bonny Bonnie ~                            |
| 1 de julio de 1991      | Oshaberi Parade CoCo made Oide ~5 Carat no Romance Hen~   |
| 1 de diciembre de 1991  | Oshaberi Parade CoCo made Oide ~5 Carat no Romance PART2~ |
| 25 de febrero de 1992   | CoCo                                                      |
| 28 de octubre de 1992   | Yume wa CoCo kara                                         |
| 30 de abril de 1994     | Kore ga Uwasa no Omaji nai Pet Chakra da!                 |
| 25 de julio de 1994     | Sweet & Bitter                                            |
| 20 de octubre de 1994   | Mirai wa CoCo kara                                        |